# Persone di cognome Fitzgerald
| Questa pagina contiene informazioni ricavate automaticamente dalle voci biografiche con l'ausilio del template Bio e di un bot. L'aggiornamento è periodico e automatico e ricostruisce completamente la pagina. Se manca una persona in questa lista, sei pregato di non aggiungerla, ma accertati piuttosto che la sua voce biografica contenga il template Bio e che i dati anagrafici siano correttamente compilati. Se il template Bio manca, inseriscilo tu stesso o, in alternativa, metti l'avviso {{tmp\|Bio}} che ne segnala la mancanza. Se i dati riportati sono sbagliati, correggi direttamente la voce biografica; le modifiche saranno visibili in questa lista entro pochi giorni. Per chiarimenti vedi il progetto biografie. La lista contiene solo le 46 persone che sono citate nell'enciclopedia e per le quali è stato implementato correttamente il template Bio. Pagina aggiornata al 22 ott 2022. |

Questa è una lista di persone presenti nell'enciclopedia che hanno il cognome Fitzgerald, suddivise per attività principale.

## Allenatori di tennis(1)
- John Fitzgerald, allenatore di tennis e ex tennista australiano (Cummins, n.1960)

## Attori(8)
- Barry Fitzgerald, attore irlandese (Dublino, n.1888 - Dublino, † 1961)
- Christopher Fitzgerald, attore statunitense (Bryn Mawr, n.1972)
- Cissy Fitzgerald, attrice britannica (Inghilterra, n.1873 - Ovingdean, † 1941)
- Dan Fitzgerald, attore statunitense (Oshkosh (Wisconsin), n.1928 - Miami, † 2017)
- Geraldine Fitzgerald, attrice irlandese (Greystones, n.1913 - New York, † 2005)
- Glenn Fitzgerald, attore statunitense (New York, n.1971)
- Tara Fitzgerald, attrice britannica (Cuckfield, n.1967)
- Willa Fitzgerald, attrice statunitense (Nashville, n.1991)

## Bassisti(1)
- Alan Fitzgerald, bassista e tastierista statunitense (n.1949)

## Botanici(1)
- William Vincent Fitzgerald, botanico australiano (Ben Lomond, n.1867 - Nuova Guinea, † 1929)

## Calciatori(3)
- John Fitzgerald, ex calciatore e ex giocatore di calcio a 5 canadese (Toronto, n.1968)
- Michael James Fitzgerald, calciatore neozelandese (Tokoroa, n.1988)
- Nicholas Fitzgerald, calciatore australiano (Wahroonga, n.1992)

## Cantanti(1)
- Ella Fitzgerald, cantante statunitense (Newport News, n.1917 - Beverly Hills, † 1996)

## Cardinali(1)
- Michael Louis Fitzgerald, cardinale e arcivescovo cattolico inglese (Walsall, n.1937)

## Cestisti(5)
- Andrew Fitzgerald, cestista statunitense (Baltimora, n.1990)
- Dan Fitzgerald, ex cestista statunitense (St. Paul, n.1984)
- Feyonda Fitzgerald, cestista statunitense (Norfolk, n.1995)
- Dick Fitzgerald, cestista e allenatore di pallacanestro statunitense (Queens, n.1920 - Montauk, † 1968)
- Bob Fitzgerald, cestista statunitense (Queens, n.1923 - Southampton, † 1983)

## Chirurghi(1)
- William Fitzgerald, chirurgo statunitense (Middletown, n.1872 - Middletown, † 1942)

## Chitarristi(1)
- Warren Fitzgerald, chitarrista e produttore discografico statunitense (n.1968)

## Giocatori di football americano(2)
- John Fitzgerald, ex giocatore di football americano statunitense (Southbridge, n.1948)
- Larry Fitzgerald, giocatore di football americano statunitense (Minneapolis, n.1983)

## Hockeisti su ghiaccio(2)
- Ed Fitzgerald, hockeista su ghiaccio statunitense (Northfield, n.1891 - Saint Paul, † 1966)
- Joe Fitzgerald, hockeista su ghiaccio statunitense (Brighton, n.1904 - Needham, † 1987)

## Latinisti(1)
- Robert Fitzgerald, latinista, grecista e traduttore statunitense (Springfield, n.1910 - Hamden, † 1985)

## Nobili(3)
- Joan Fitzgerald, nobildonna irlandese (Kinsale - † 1565)
- Margaret FitzGerald, nobildonna irlandese (Kilkenny, † 1542)
- Robert FitzGerald, XIX conte di Kildare, nobile irlandese (n.1675 - † 1743)

## Pattinatori di velocità su ghiaccio(1)
- Robert Fitzgerald, pattinatore di velocità su ghiaccio statunitense (Minneapolis, n.1923 - Luverne, † 2005)

## Pentatleti(1)
- John Fitzgerald, ex pentatleta statunitense (Chicago, n.1948)

## Pirati(1)
- Philip Fitzgerald, pirata e corsaro irlandese

## Pittori(2)
- James Fitzgerald, pittore statunitense (Boston, n.1899 - Inis Mór, † 1971)
- John Anster Fitzgerald, pittore inglese (Lambeth, n.1819 - † 1906)

## Politici(3)
- John Fitzgerald, politico statunitense (Boston, n.1863 - Boston, † 1950)
- Peter Fitzgerald, politico statunitense (Elgin, n.1960)
- Scott L. Fitzgerald, politico statunitense (Chicago, n.1963)

## Presbiteri(1)
- Gerald Fitzgerald, presbitero statunitense (Framingham, n.1894 - † 1969)

## Registi(2)
- Dallas M. Fitzgerald, regista, sceneggiatore e produttore cinematografico statunitense (La Grange, n.1876 - Hollywood, † 1940)
- Thom Fitzgerald, regista, sceneggiatore e produttore cinematografico statunitense (New Rochelle, n.1968)

## Rugbisti a 15(1)
- Luke Fitzgerald, ex rugbista a 15 irlandese (Wicklow, n.1987)

## Scrittori(2)
- Francis Scott Fitzgerald, scrittore, sceneggiatore e poeta statunitense (Saint Paul, n.1896 - Los Angeles, † 1940)
- Penelope Fitzgerald, scrittrice britannica (Lincoln, n.1916 - Londra, † 2000)

## Vescovi cattolici(1)
- Edward Aloysius Fitzgerald, vescovo cattolico statunitense (Cresco, n.1893 - Winona, † 1972)